# 阿下喜駅
阿下喜駅（あげきえき）は、三重県いなべ市北勢町阿下喜にある、三岐鉄道北勢線の駅で、同線の終着駅である。駅番号はH13。

## 歴史

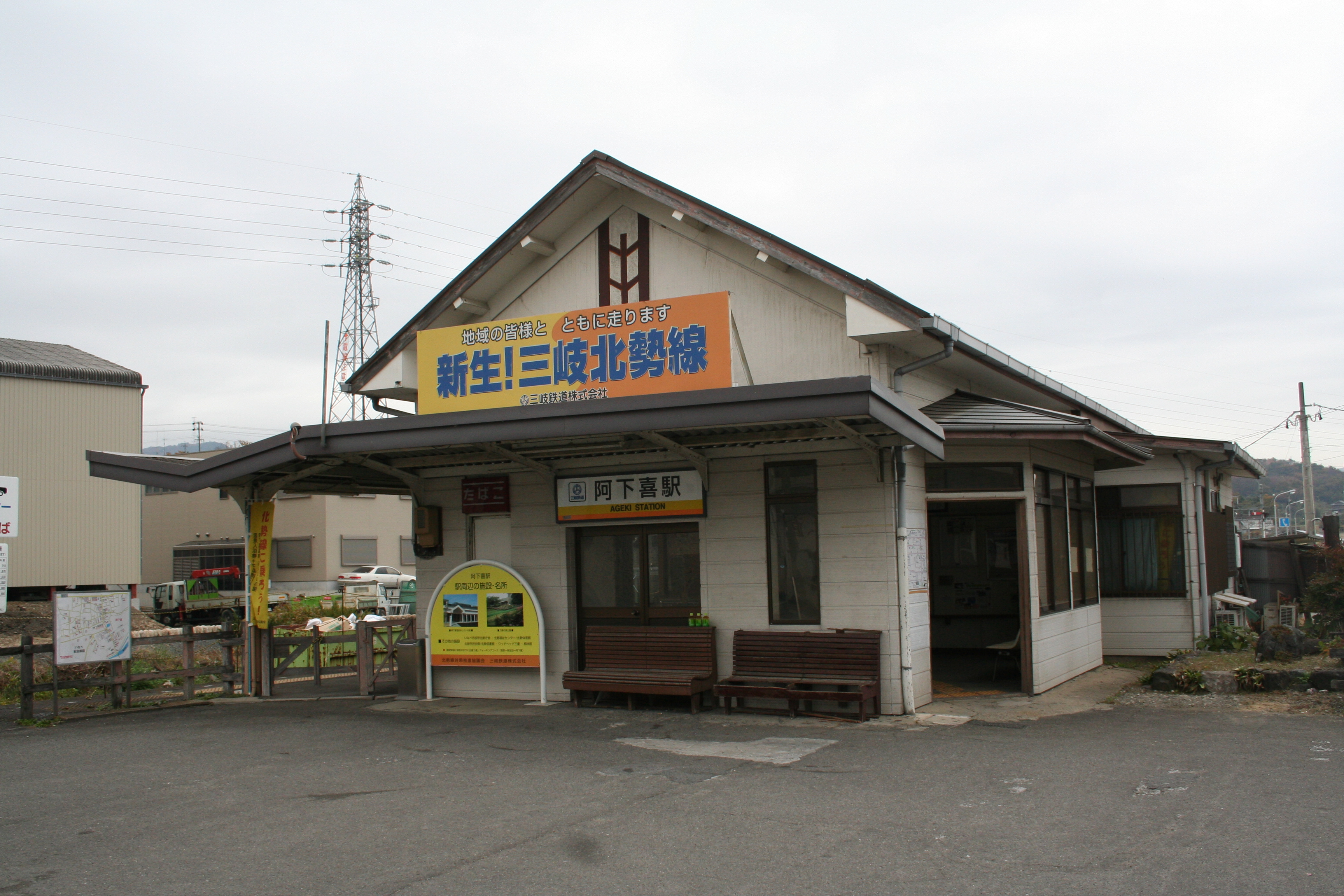
旧駅舎（2006年11月）

- 1931年（昭和6年）7月8日：北勢鉄道の駅として開業[1]。
- 1934年（昭和9年）6月27日：社名変更により北勢電気鉄道の駅となる[1]。
- 1944年（昭和19年）2月11日：会社合併により、三重交通の駅となる[1]。
- 1964年（昭和39年）2月1日：事業譲渡により三重電気鉄道の駅となる[1]。
- 1965年（昭和40年）4月1日：近畿日本鉄道が三重電気鉄道を合併し、近鉄の駅となる[1]。
- 1977年（昭和52年）5月25日：ホームを桑名方に7.5 m、阿下喜方に2.5 m延伸する（有効長：51.0 m→61.0 m）。
- 1978年（昭和53年）
  - 3月13日：側線のうち3号線（46.1 m:ホーム桑名方）および12号ポイントを撤去する。
  - 3月15日：既設ホーム部分（53.5 m）を嵩上げする。
  - 3月31日：ホームを桑名方に10.0 m延伸する（有効長：61.0 m→71.0 m）。
  - 6月9日：側線のうち4・5・6号線（本線北側）および13・14・15・16号ポイントを使用停止（後日撤去）する。
  - 8月26日：連動装置（第三種電気丙）および場内信号機撤去。
- 1999年（平成11年）10月1日：無人駅化。同時に自動券売機も撤去される。
- 2003年（平成15年）4月1日：事業譲渡により、三岐鉄道の駅となる[1]。
- 2004年（平成16年）3月15日：駐車場（21台）・駐輪場（96台）が整備される。駐輪場は従来のものを建て替えたもの。
- 2006年（平成18年）
  - 2月14日：新ホーム（島式ホーム）を使用開始する（2号線のみの使用）。
  - 3月1日：駅舎内に自動券売機が復活する。
  - 3月23日：構内2線化設備が完成し、1号線・2号線を使用開始する（構内連動駅化）。
  - 11月29日：旧駅舎を使用停止する。
  - 12月1日：従来の駅舎に代わり、新駅舎が新設され、使用開始される。駅舎内に自動券売機（旧駅舎より移設）・自動精算機（新設）・自動改札機（新設）が設置され、東員駅からの遠隔制御による営業を開始し、同日より駅員の配置を一部の時間帯（当時は朝から昼前と昼過ぎから宵のうち）に限って再開した。また、三重県が定める「三重県だれもが住みよい福祉のまちづくり推進要綱」、「三重県バリアフリーのまちづくり推進条例」の整備基準に基づいていることを示す適合証交付施設となる。
- 2007年（平成19年）
  - 6月1日：当駅を経由するいなべ市新コミュニティバス（アイバス）の路線が運行を開始。駅前にバス停が設けられる。
  - 7月21日：当駅線路北側（赤川北側）から桑名方面（西六石川橋梁付近）に市道（いなべ市道阿第114号線）が整備され供用開始、駅への道路アクセスが改善される。その後2008年（平成20年）3月に、本市道は県道北勢多度線（員弁街道）に接続された。
  - 8月4日 - 26日：麻生田 - 阿下喜（当駅）間の西六石川橋梁で架け替え工事を行うため同区間で運休し、バス代行輸送を行う。8月27日、工事完成・平常ダイヤに戻る。
- 2008年（平成20年）3月25日：駅前広場が拡張整備され、新たに駅前ロータリーが設置される。

## 駅構造

### ホーム
島式ホーム1面2線のホーム（頭端式）を持つ地上駅である。かつては単式ホーム1面1線であったが、構内の拡張（2線化）に伴い、現在のホームに切り替えられた。
駅前広場・駅舎・ホーム等の施設について バリアフリーに対応しており、三重県が定める「三重県だれもが住みよい福祉のまちづくり推進要綱」「三重県バリアフリーのまちづくり推進条例」の整備基準に基づいていることを示す適合証交付施設となっている。

#### のりば
| ホーム | 路線     | 行先       |
| ------ | -------- | ---------- |
| 主本線 | H 北勢線 | 西桑名方面 |
| 副本線 | H 北勢線 | 西桑名方面 |

※案内上のホーム番号は割り当てられていないが、場内・出発信号機には主本線側が「1号線」、副本線側が「2号線」と記されている。

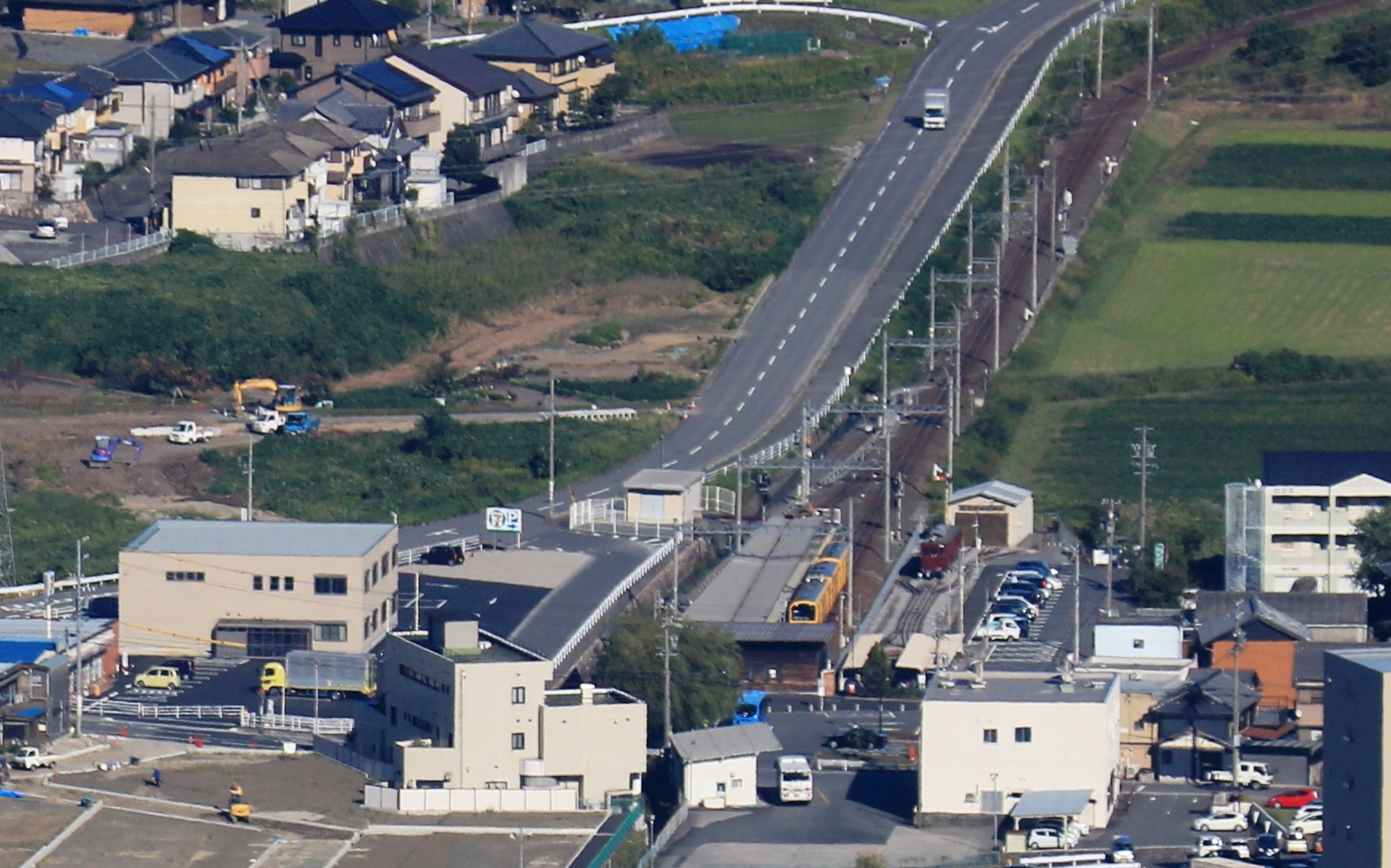
駅遠景（2017年10月、藤原岳から）
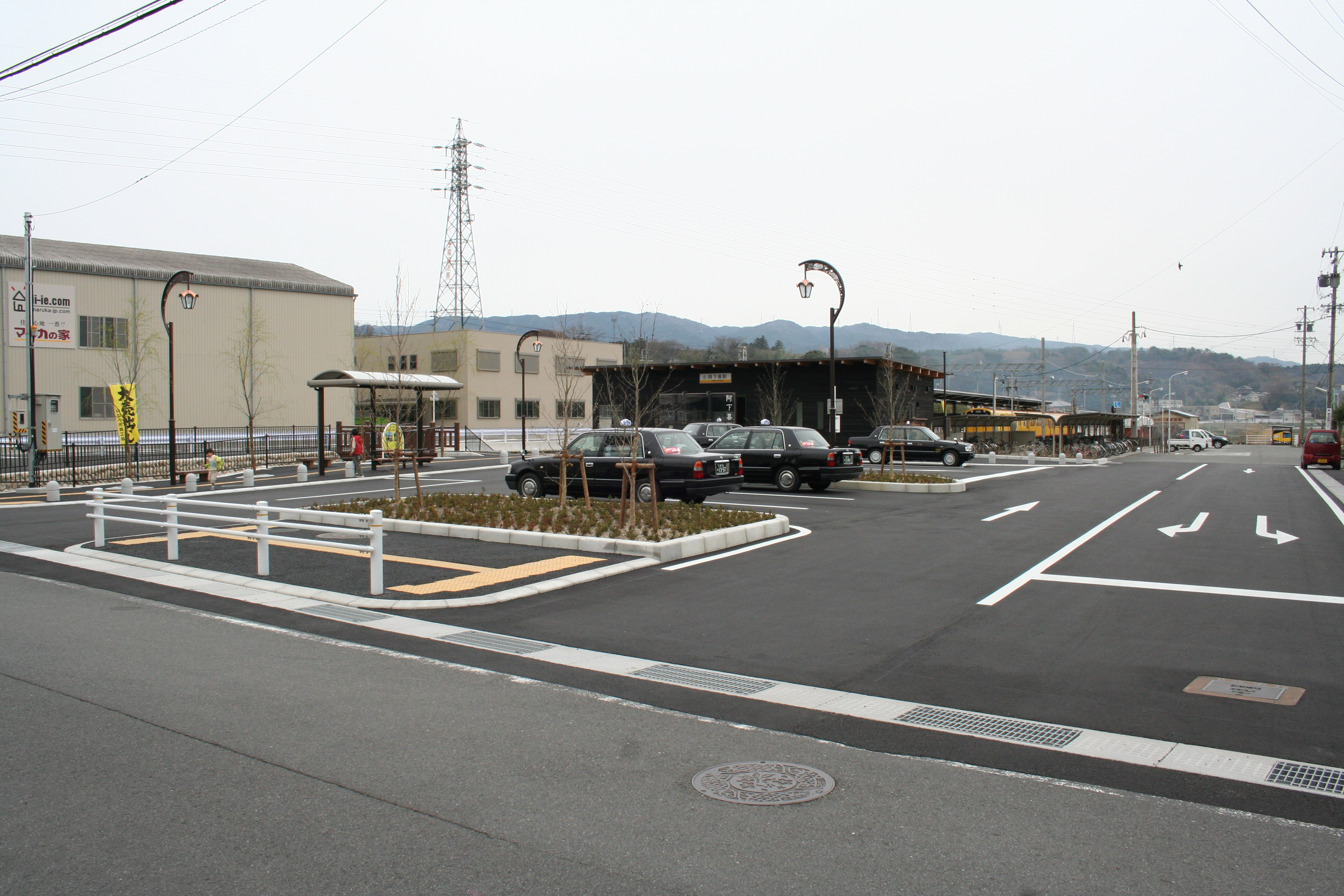
駅前広場（2008年3月）
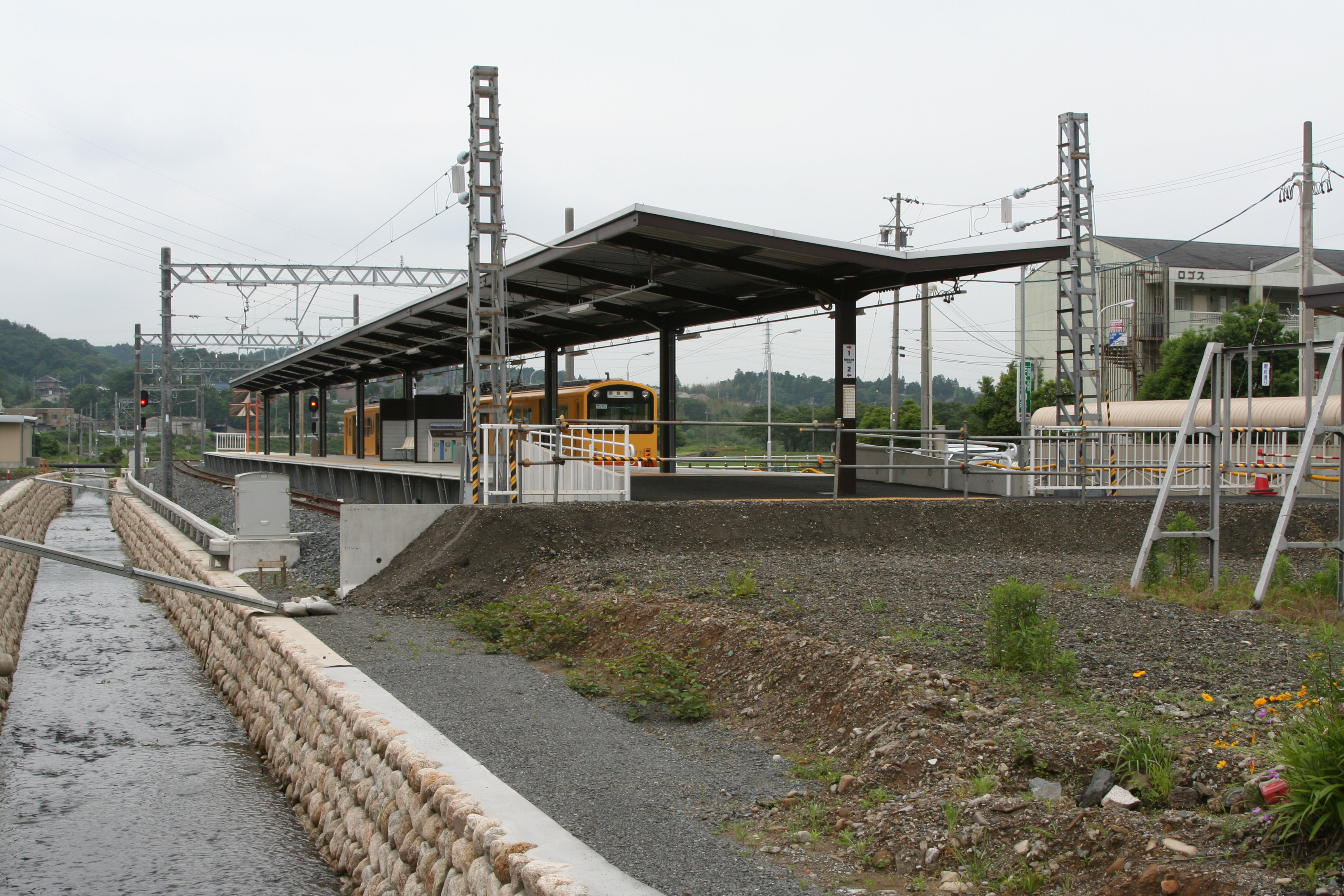
ホーム（2006年6月）

### 駅舎
駅舎は平屋で、プラットホームの終端部に接続するバリアフリー構造である。駅舎北東側部分の改札外には冷暖房付の待合室が設置されている。一時無人駅となっていたが、現在は特殊勤務駅であり、6:50から9:20と11:20から18:50にかけて駅員の配置が行われている。従って、早朝と夜間は係員が不在となる。
以前は、現在の駅前広場正面の道路脇まで線路が延び、現在の駅前ロータリー付近に北勢線開通以来使用されていた旧駅舎があった。阿下喜駅の整備により、旧駅舎・ホームの跡地に駅前広場が拡張整備された。

## 利用状況
「三重県統計書」によると、1日の平均乗車人員は以下の通りである。
| 年度               | 一日平均 乗車人員 | 備考    |
| ------------------ | ----------------- | ------- |
| 1997年（平成09年） | 612               |         |
| 1998年（平成10年） | 554               |         |
| 1999年（平成11年） | 516               |         |
| 2000年（平成12年） | 486               |         |
| 2001年（平成13年） | 419               |         |
| 2002年（平成14年） | 394               |         |
| 2003年（平成15年） | 294               |         |
| 2004年（平成16年） | 273               |         |
| 2005年（平成17年） | 255               |         |
| 2006年（平成18年） | 320               |         |
| 2007年（平成19年） | 318               |         |
| 2008年（平成20年） | 333               |         |
| 2009年（平成21年） | 328               |         |
| 2010年（平成22年） | 338               |         |
| 2011年（平成23年） | 329               |         |
| 2012年（平成24年） | 340               |         |
| 2013年（平成25年） | 346               |         |
| 2014年（平成26年） | 348               |         |
| 2015年（平成27年） | 344               |         |
| 2016年（平成28年） | 330               |         |
| 2017年（平成29年） | 329               |         |
| 2018年（平成30年） | 330               |         |
| 2019年（令和元年） | 322               |         |
| 2020年（令和02年） |                   |         |
| 2021年（令和03年） |                   |         |
| 2022年（令和04年） |                   |         |
| 2023年（令和05年） | 260               | [ * 1 ] |

阿下喜駅の乗車人員の推移を下表に示す。
- 表中、最高値を赤色で、最高値を記録した年度以降の最低値を青色で、最高値を記録した年度以前の最低値を緑色で表記している。

同駅利用者2005年度まで減少を続けたが、2006年度以降は並行するバスが大幅に削減されたことや列車増発の効果もあって増加に転じた。
| 年度別利用状況（阿下喜駅） | 年度別利用状況（阿下喜駅）          | 年度別利用状況（阿下喜駅）          | 年度別利用状況（阿下喜駅）          | 年度別利用状況（阿下喜駅）          | 年度別利用状況（阿下喜駅） | 年度別利用状況（阿下喜駅） | 年度別利用状況（阿下喜駅）   |
| 年度                       | 当駅分輸送実績（乗車人員）[人/年度] | 当駅分輸送実績（乗車人員）[人/年度] | 当駅分輸送実績（乗車人員）[人/年度] | 当駅分輸送実績（乗車人員）[人/年度] | 乗降人員調査結果[人/日]    | 乗降人員調査結果[人/日]    | 特記事項                     |
| -------------------------- | ----------------------------------- | ----------------------------------- | ----------------------------------- | ----------------------------------- | -------------------------- | -------------------------- | ---------------------------- |
| 年度                       | 通勤定期                            | 通学定期                            | 定期外                              | 合 計                               | 調査日                     | 調査結果                   | 特記事項                     |
| 1958年（昭和33年）         | 129,022                             | ←←←←                                | 200,899                             | 329,921                             |                            |                            |                              |
| 1959年（昭和34年）         |                                     | ←←←←                                |                                     |                                     |                            |                            |                              |
| 1960年（昭和35年）         |                                     | ←←←←                                |                                     |                                     |                            |                            |                              |
| 1961年（昭和36年）         |                                     | ←←←←                                |                                     |                                     |                            |                            |                              |
| 1962年（昭和37年）         |                                     | ←←←←                                |                                     |                                     |                            |                            |                              |
| 1963年（昭和38年）         |                                     | ←←←←                                |                                     |                                     |                            |                            |                              |
| 1964年（昭和39年）         |                                     | ←←←←                                |                                     |                                     |                            |                            |                              |
| 1965年（昭和40年）         | 377,190                             | ←←←←                                | 219,922                             | 597,112                             |                            |                            |                              |
| 1966年（昭和41年）         | 359,880                             | ←←←←                                | 194,734                             | 554,614                             |                            |                            |                              |
| 1967年（昭和42年）         | 366,450                             | ←←←←                                | 157,934                             | 524,384                             |                            |                            |                              |
| 1968年（昭和43年）         | 330,840                             | ←←←←                                | 134,272                             | 465,112                             |                            |                            |                              |
| 1969年（昭和44年）         | 327,840                             | ←←←←                                | 154,873                             | 482,713                             |                            |                            |                              |
| 1970年（昭和45年）         | 299,610                             | ←←←←                                | 131,774                             | 431,384                             |                            |                            |                              |
| 1971年（昭和46年）         | 314,610                             | ←←←←                                | 114,523                             | 429,133                             |                            |                            |                              |
| 1972年（昭和47年）         | 317,610                             | ←←←←                                | 114,498                             | 432,108                             |                            |                            |                              |
| 1973年（昭和48年）         | 321,210                             | ←←←←                                | 120,581                             | 441,791                             | ？月？日                   | 1,993                      |                              |
| 1974年（昭和49年）         | 345,540                             | ←←←←                                | 111,043                             | 456,583                             | ？月？日                   | 2,161                      |                              |
| 1975年（昭和50年）         | 349,350                             | ←←←←                                | 126,507                             | 475,857                             | ？月？日                   | 2,221                      |                              |
| 1976年（昭和51年）         | 351,870                             | ←←←←                                | 111,212                             | 463,082                             | ？月？日                   | 2,338                      |                              |
| 1977年（昭和52年）         | 322,980                             | ←←←←                                | 111,864                             | 434,844                             | ？月？日                   | 1,873                      |                              |
| 1978年（昭和53年）         | 322,110                             | ←←←←                                | 106,576                             | 428,686                             | ？月？日                   | 1,842                      |                              |
| 1979年（昭和54年）         | 317,610                             | ←←←←                                | 93,909                              | 411,519                             | ？月？日                   | 1,577                      |                              |
| 1980年（昭和55年）         | 320,820                             | ←←←←                                | 91,911                              | 412,731                             | ？月？日                   | 1,745                      |                              |
| 1981年（昭和56年）         | 302,820                             | ←←←←                                | 81,228                              | 384,048                             | ？月？日                   | 1,643                      |                              |
| 1982年（昭和57年）         | 273,870                             | ←←←←                                | 73,974                              | 347,844                             | 11月16日                   | 1,482                      |                              |
| 1983年（昭和58年）         | 270,420                             | ←←←←                                | 71,327                              | 341,747                             | 11月8日                    | 1,079                      |                              |
| 1984年（昭和59年）         | 272,880                             | ←←←←                                | 68,040                              | 340,920                             | 11月6日                    | 1,120                      |                              |
| 1985年（昭和60年）         | 272,490                             | ←←←←                                | 64,820                              | 337,310                             | 11月12日                   | 1,573                      |                              |
| 1986年（昭和61年）         | 249,720                             | ←←←←                                | 65,956                              | 315,676                             | 11月11日                   | 1,445                      |                              |
| 1987年（昭和62年）         | 229,890                             | ←←←←                                | 59,866                              | 289,756                             | 11月10日                   | 1,291                      |                              |
| 1988年（昭和63年）         | 241,290                             | ←←←←                                | 55,042                              | 296,332                             | 11月8日                    | 1,295                      |                              |
| 1989年（平成元年）         | 243,780                             | ←←←←                                | 55,354                              | 299,134                             | 11月14日                   | 1,385                      |                              |
| 1990年（平成2年）          | 246,480                             | ←←←←                                | 56,981                              | 303,461                             | 11月6日                    | 1,375                      |                              |
| 1991年（平成3年）          | 243,420                             | ←←←←                                | 57,422                              | 300,842                             |                            |                            |                              |
| 1992年（平成4年）          | 226,080                             | ←←←←                                | 58,334                              | 284,414                             | 11月10日                   | 1,317                      |                              |
| 1993年（平成5年）          | 219,630                             | ←←←←                                | 58,868                              | 278,498                             |                            |                            |                              |
| 1994年（平成6年）          | 204,930                             | ←←←←                                | 54,281                              | 259,211                             |                            |                            |                              |
| 1995年（平成7年）          | 191,190                             | ←←←←                                | 53,267                              | 244,457                             | 12月5日                    | 1,051                      |                              |
| 1996年（平成8年）          | 185,250                             | ←←←←                                | 50,662                              | 235,912                             |                            |                            |                              |
| 1997年（平成9年）          | 176,730                             | ←←←←                                | 46,604                              | 223,334                             |                            |                            |                              |
| 1998年（平成10年）         | 157,680                             | ←←←←                                | 44,687                              | 202,367                             | 11月10日                   | 851                        |                              |
| 1999年（平成11年）         | 155,100                             | ←←←←                                | 33,896                              | 188,996                             |                            |                            | 無人駅化                     |
| 2000年（平成12年）         | 151,650                             | ←←←←                                | 25,594                              | 177,244                             | ？月？日                   | 734                        |                              |
| 2001年（平成13年）         | 127,500                             | ←←←←                                | 25,369                              | 152,869                             | 5月15日                    | 744                        |                              |
| 2002年（平成14年）         | 119,040                             | ←←←←                                | 24,916                              | 143,956                             |                            |                            |                              |
| 2003年（平成15年）         | 81,469                              | ←←←←                                | 26,282                              | 107,751                             |                            |                            | 三岐鉄道移管・無料駐車場設置 |
| 2004年（平成16年）         | 73,028                              | ←←←←                                | 26,796                              | 99,824                              |                            |                            |                              |
| 2005年（平成17年）         | 72,690                              | ←←←←                                | 20,402                              | 93,092                              |                            |                            | 構内2線化・自動券売機設置    |
| 2006年（平成18年）         | 79,432                              | ←←←←                                | 37,280                              | 116,712                             |                            |                            | 駅舎新設・有人駅化           |
| 2007年（平成19年）         | 74,608                              | ←←←←                                | 41,913                              | 116,521                             |                            |                            | 駅前広場拡張整備             |
| 2008年（平成20年）         | 76,936                              | ←←←←                                | 44,517                              | 121,453                             |                            |                            |                              |
| 2009年（平成21年）         | 78,192                              | ←←←←                                | 41,655                              | 119,847                             |                            |                            |                              |
| 2010年（平成22年）         | 81,466                              | ←←←←                                | 41,940                              | 123,406                             |                            |                            |                              |
| 2011年（平成23年）         | 79,058                              | ←←←←                                | 41,301                              | 120,359                             |                            |                            |                              |
| 2012年（平成24年）         |                                     | ←←←←                                |                                     |                                     |                            |                            |                              |
| 2013年（平成25年）         |                                     | ←←←←                                |                                     |                                     |                            |                            |                              |
| 2014年（平成26年）         |                                     | ←←←←                                |                                     |                                     |                            |                            |                              |
| 2015年（平成27年）         |                                     | ←←←←                                |                                     |                                     |                            |                            |                              |
| 2016年（平成28年）         |                                     | ←←←←                                |                                     |                                     |                            |                            |                              |
| 2017年（平成29年）         |                                     | ←←←←                                |                                     |                                     |                            |                            |                              |
| 2018年（平成30年）         |                                     | ←←←←                                |                                     |                                     |                            |                            |                              |

## 駅周辺

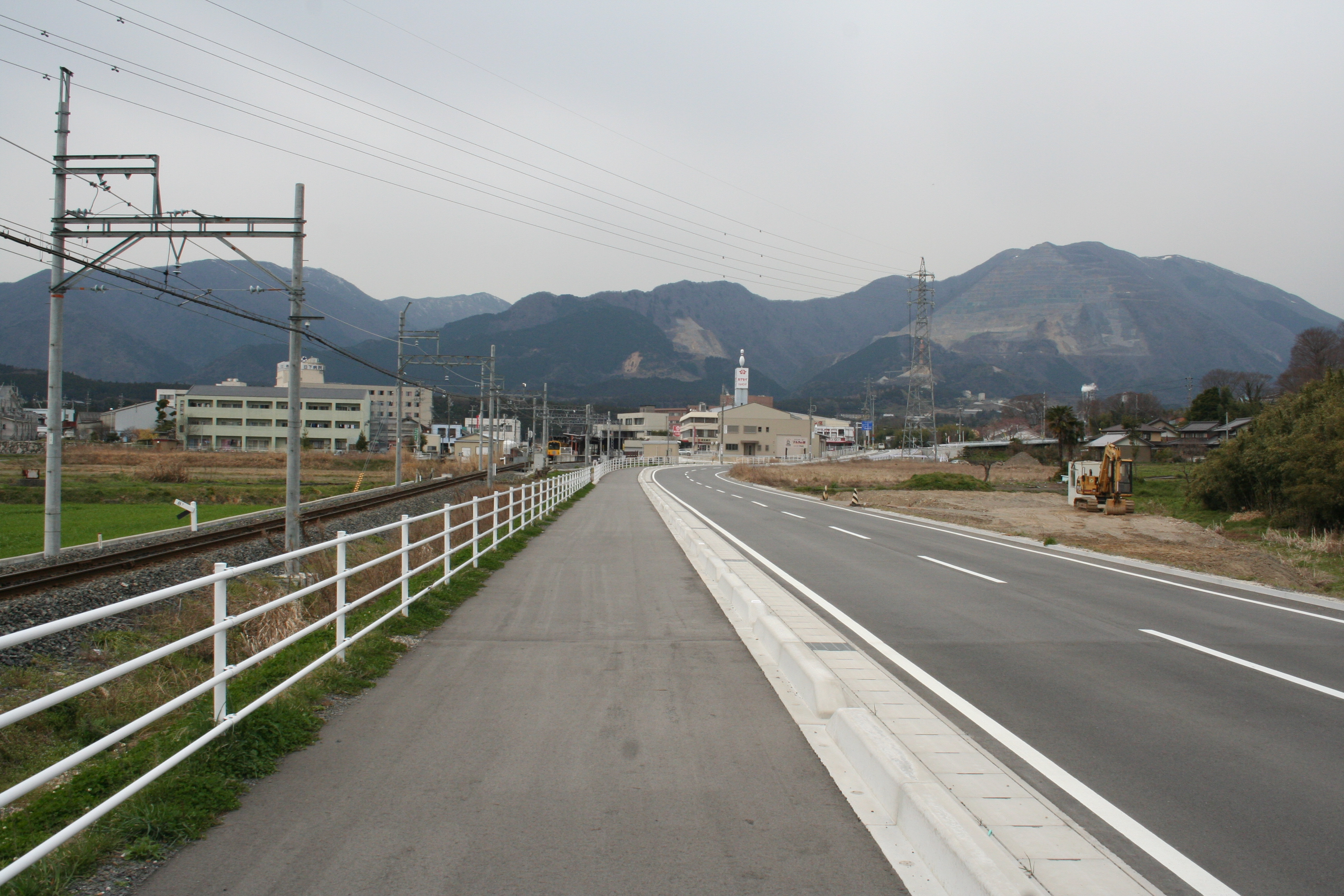
阿下喜駅に通ずるアクセス道路 中央電車停車位置が阿下喜駅 右背後は藤原岳（2008年3月）

駅北側は民家などの建物が多く建つが、飲食店・商店・寺院が点在する。駐在所・市民会館（図書館併設）・教育機関はこちら側に集約されている。温泉施設や三重県厚生農業協同組合連合会（JA三重厚生連）が運営する総合病院は駅西側、日下病院は駅南側にある。員弁川は当駅から少し南へ離れた所を流れる。
阿下喜駅の整備と並行して、当駅の北側（赤川北側）から桑名方面（西六石川橋梁付近）に市道（いなべ市道阿第114号線）が整備され、三重県道5号線（員弁街道）に接続することにより、駅へのアクセスが改善された。
- いなべ市役所北勢庁舎（旧・北勢町役場）
- いなべ市北勢市民会館（さくらホール、北勢図書館）
- いなべ警察署阿下喜警察官駐在所
- 北勢武道場
- 三重北医療センターいなべ総合病院
- 日下病院
- いなべ阿下喜ベース（旧「阿下喜温泉あじさいの里」）
- 桐林館 - 国の登録有形文化財[7]。阿下喜小学校の旧校舎でもある[7]。
- いなべ市立北勢中学校
- いなべ市立阿下喜小学校
- 三十三銀行阿下喜支店
- 軽便鉄道博物館
- 国道306号 - 別名交差点から黄金大橋南交差点（鞍掛峠付近）間は国道365号と重複する。
- 国道365号
- 三重県道5号北勢多度線（員弁街道）
- 岐阜県道・三重県道25号南濃北勢線
- 濃州道
- 員弁川
  - 員弁川橋 - 員弁川に架かる橋の1つ。駅南側にあるが、国道や三重県道には属していない。
  - 北勢大橋 - 員弁川に架かる橋の1つ。国道306号（国道365号との重複区間）に属する。
  - 員弁川散歩道[8] - 員弁川沿いを通る散策路。

※三岐鉄道三岐線は員弁川の対岸を通る鉄道路線である。南側に伊勢治田駅、西側に東藤原駅があるが、当駅付近から東藤原駅方面へ直通する橋は架かっていない。

## バス路線

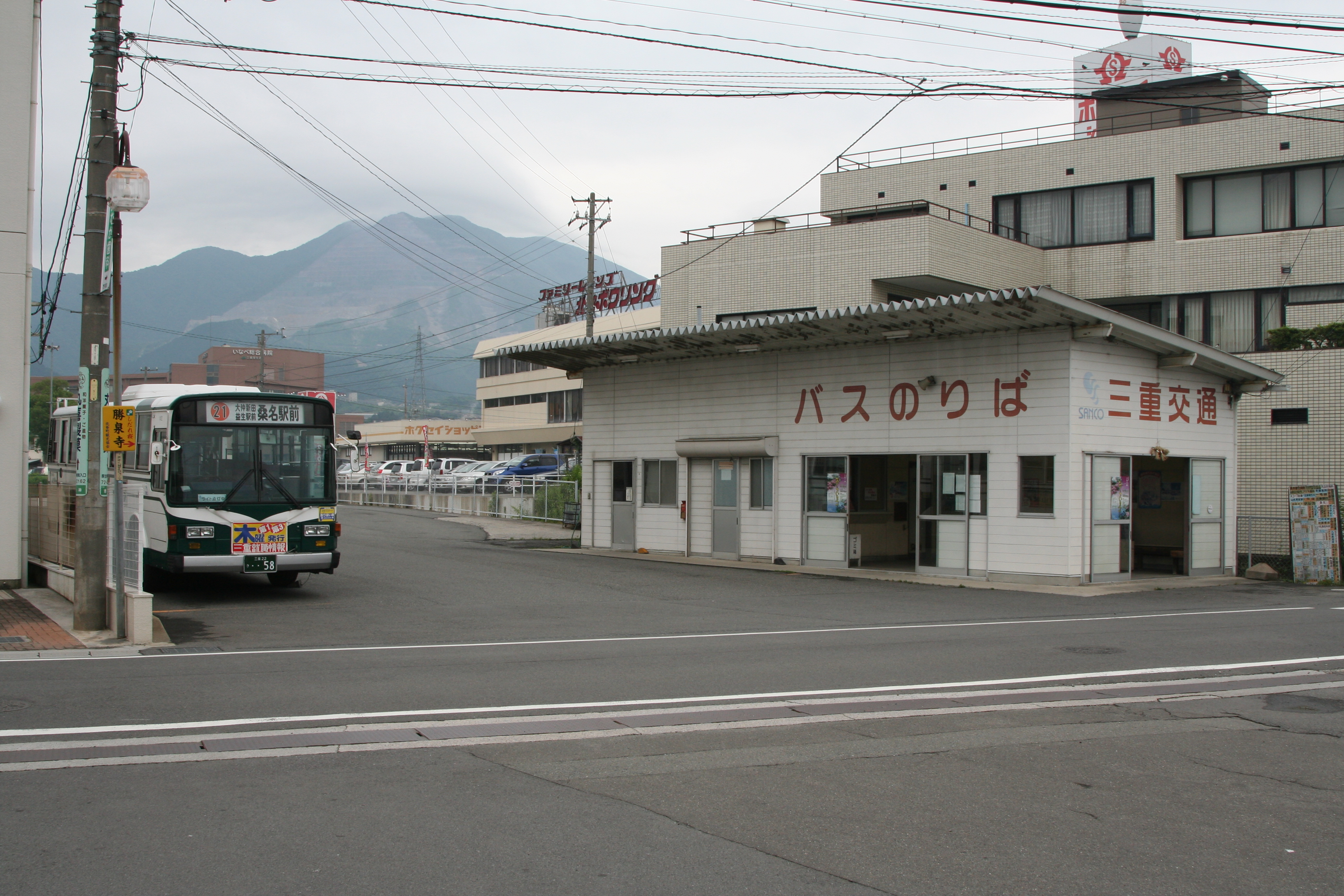
三重交通「阿下喜」停留所

駅前ロータリーにいなべ市福祉バスの「阿下喜駅」停留所、駅の向かい側には三重交通の「阿下喜」停留所がある。
阿下喜駅
- いなべ市福祉バス[9]
  - 市役所線
    - 伊勢治田駅（※「右回り」はいなべ市内を循環した後、阿下喜駅に戻る）

  - 十社線
    - マックスバリュ / 川原

  - 治田線
    - マックスバリュ / 無正野

  - 山郷線
    - マックスバリュ（※皷（）方面、片回り循環）

  - 貝野線
    - マックスバリュ（※貝野地区を循環した後、阿下喜駅に戻る。夕方の1便は小原一色止り）

  - 中里線
    - いなべ総合病院 / 翠明院

  - 立田線
    - いなべ総合病院 / 古田

  - 坂本線
    - マックスバリュ西 / 上坂本

阿下喜
- 三重交通
  - 21系統（桑名阿下喜線）
    - 桑名駅前

## 軽便鉄道博物館
当駅の南側に隣接して軽便鉄道博物館がある。敷地内には2007年にいなべ市が譲り受けてスポーツランドから移設した、昭和6年製軽便電車モニ226号が保存されている。館内にある転車台は、過去に当駅駅舎北西側の赤川横にて実際使われていたものを移設したものである。
市民グループ「北勢線とまち育みを考える会（ASITA）」が保存車両の管理などを行っている。モニ226号は2022年頃から雨漏りが生じたため、2024年に屋根の張り替えが行われることになった。

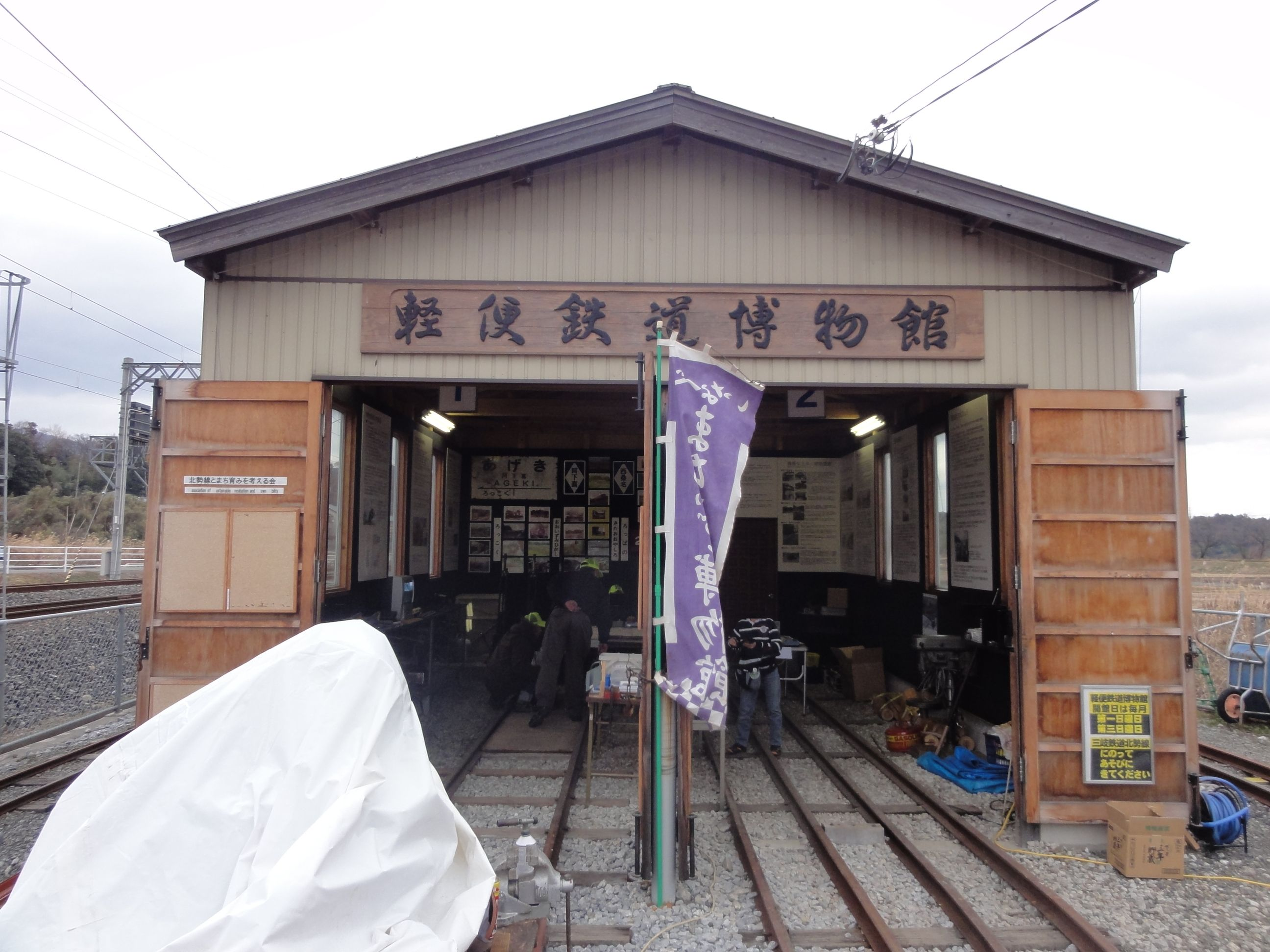
軽便鉄道博物館（2011年1月）
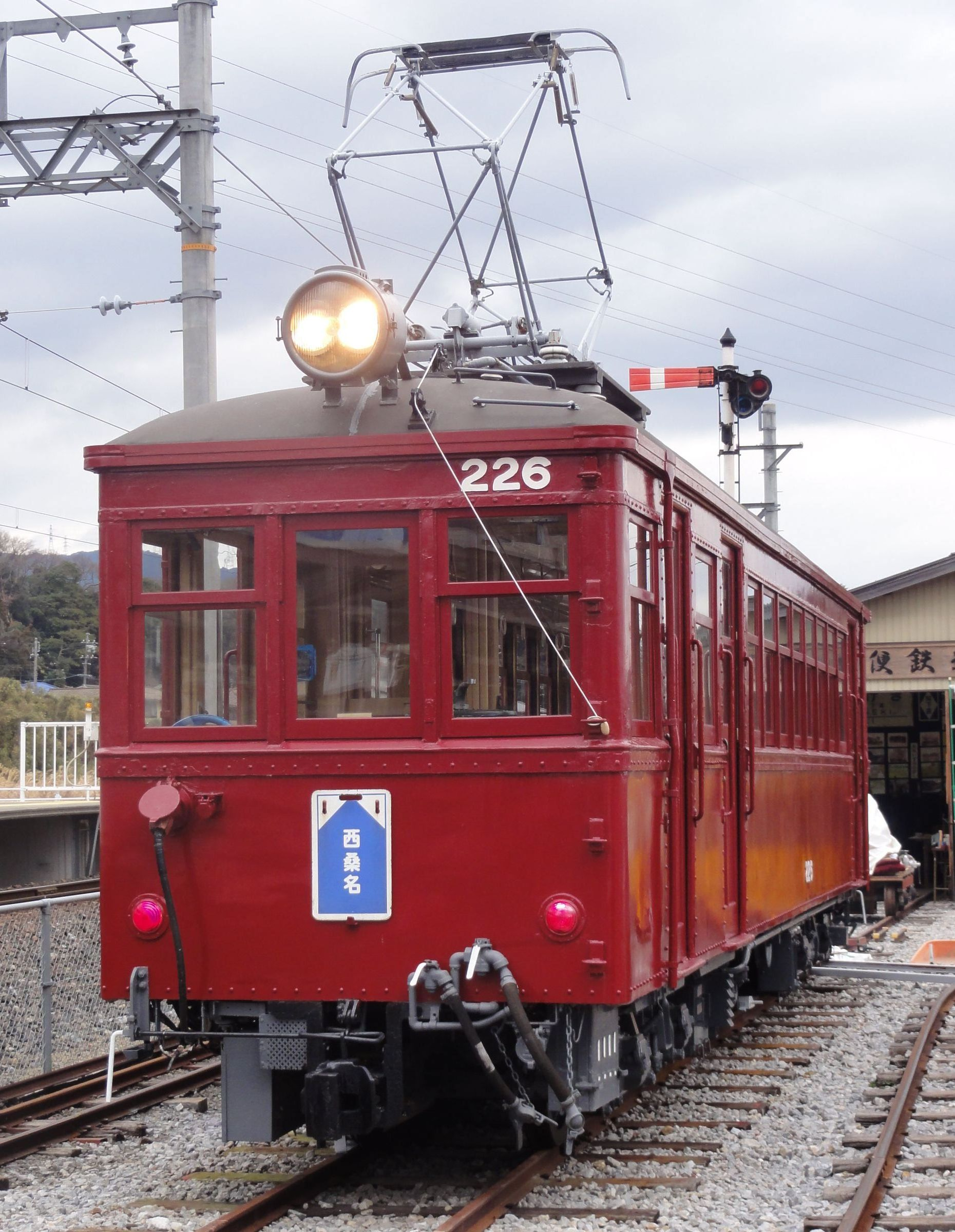
220系モニ226形電車（2012年1月）
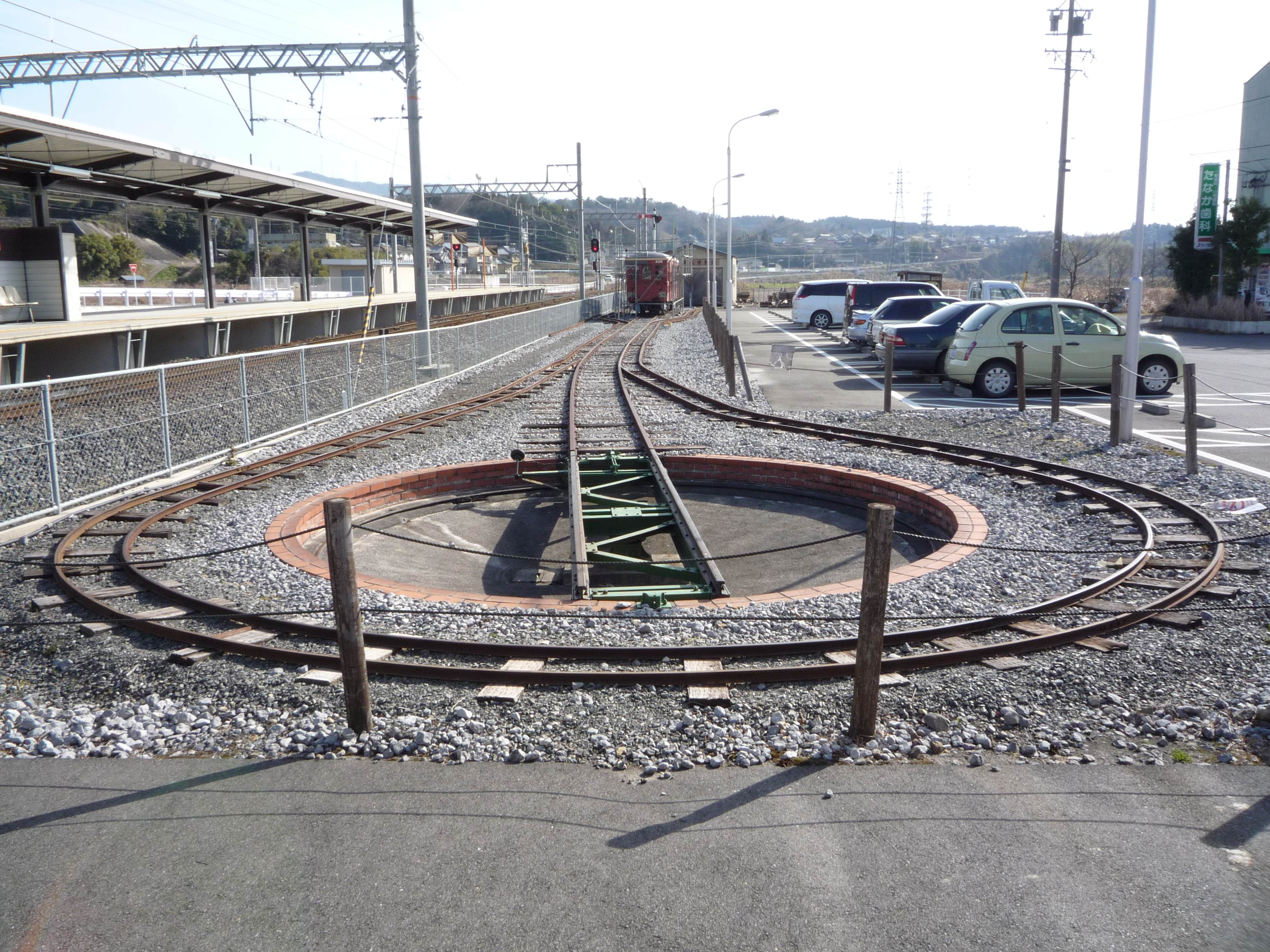
ホーム南側に移築された転車台（2009年3月）

## 隣の駅
三岐鉄道
H 北勢線
麻生田駅(H12) - 阿下喜駅(H13)
- 2004年（平成16年）3月31日まで、麻生田駅との間に六石駅があった。